# 劉盥訓

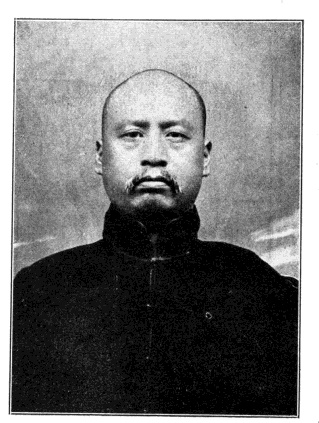
《民国之精华》中的劉盥訓照片

刘盥训（1876年—1953年2月16日），字孚若（又作芙若、扶弱），山西省猗氏县（今临猗县）陈家卓人。

## 生平
刘盥训在家中排行老大，其父刘子俊在曲沃县开油店。年纪稍大后便被过继给叔父刘子秀，此后在宁武县学习。他是清朝拔贡，曾入太原令德堂，后入京师优级师范学堂。毕业后他留学日本，在东京参加了中国同盟会。回国后，他在1906年9月、10月间出任山西大学堂中斋教务长，任职大概有两年。此后他任河南开封学监，并曾经任职于北京大学。辛亥革命南北议和之后，袁世凯曾以山西起义兵变抢掠为借口，拒绝将山西划为起义省份。刘盥训遂联合了在南京的山西籍人士以及其他省份人士通过孙中山致电袁世凯，逼迫袁世凯承认了山西省的起义省份地位。
中华民国成立后，他出任北京临时参议院议员。1913年，山西大学开设法学科，刘盥训任法科学长，不久即去职。袁世凯称帝时，筹安会的杨度、严复等人屡次邀请刘盥训支持帝制，遭到刘盥训拒绝。1917年，刘盥训到广州参加孙中山领导的护法运动。张勋复辟失败后，刘盥训返回北京。
1924年1月20日到30日，中国国民党第一次全国代表大会在广州召开，刘盥训、王用宾作为山西代表与会。1927年6月17日，刘盥训作为中国国民党中央党部视察员视察山西。1928年，他任国民政府立法院财经委员会委员。
抗日战争爆发后，刘盥训多次在《国民外交》等刊物上发文号召抗战。1938年，刘盥训奉国民政府之命到陕西发放赈济。当时西安有人提出愿意代劳，被刘盥训拒绝。刘盥训坚持统一由赈济委员会调查并发放赈济，直接使灾民受益。在陕北办理赈济工作时，他会晤了毛泽东、朱德、周恩来等中共中央领导人。1941年，刘盥训奉命到山西监督发放赈济，因查放主任委员未到任，故兼查放主任委员。当时山西政府考虑到敌区的危险，准备将赈济款交由地方发放，对此刘盥训表示：“中赈会交代，不可诿之他人。”刘盥训遂率各部委亲到敌区发放赈济。
抗日战争胜利后，他被蒋介石任命为逆產委員會主任，但他没有就职。
1949年北平和平解放前夕，他携家自南京回到北平。中华人民共和国成立后，他曾受到总理周恩来邀请参加建设人民政权，但因病没有就职。1952年8月26日，中央人民政府政务院政聘字第97号任命刘盥训为中央文史研究馆馆员。
1953年2月16日（农历正月初三），刘盥训在北京病逝，享年77岁。